# Galvanometro

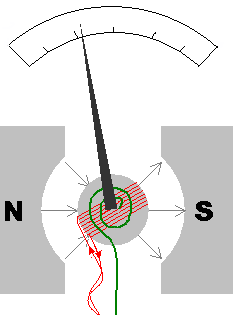
Schema di galvanometro. Rosso: filo con la corrente da misurare, verde: molla antagonista

Il galvanometro è un dispositivo elettromeccanico in grado di trasdurre la corrente elettrica in un momento magnetico, per essere usato come strumento indicatore (anche multimetro) delle misure elettriche statiche (volt, ampere, ohm, ecc), misure dinamiche (es: VU meter) o come servomeccanismo di posizionamento meccanico.
Si hanno molti tipi di galvanometri, diversi per i principî su cui sono fondati e per gli scopi cui sono destinati; essi possono dividersi in due gruppi a seconda che siano destinati all'uso con correnti continue  o variabili .
Il nome deriva da quello di Luigi Galvani, ideatore del sistema; molte delle prime applicazioni si devono a Leopoldo Nobili e William Thomson.
In quasi tutte le applicazioni moderne di misura, il galvanometro è stato sostituito dagli strumenti di misura elettronici, sia analogici che digitali (basati sui convertitori AD).

## Strumento di misura

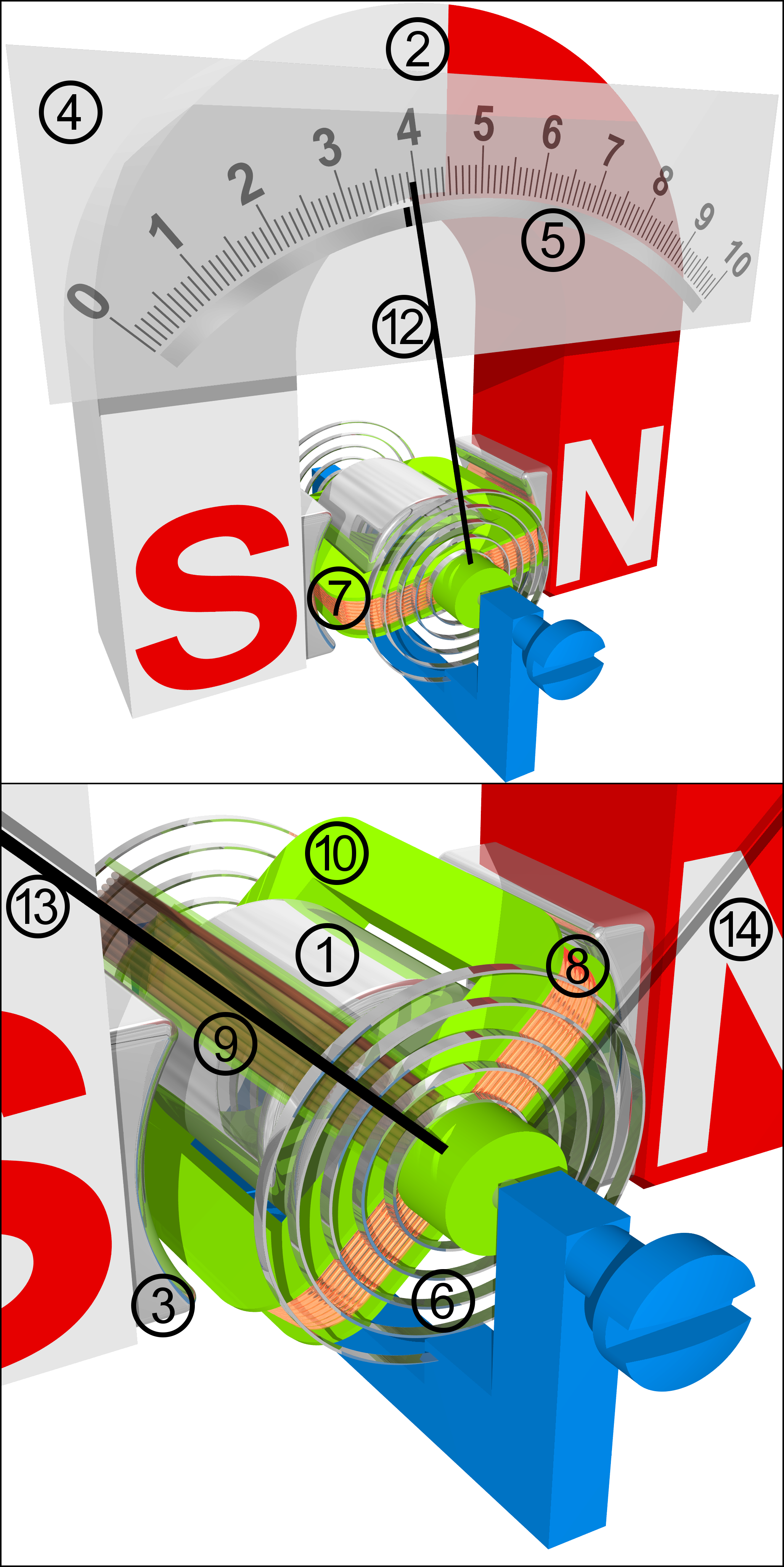
Schema di un galvanometro:
1) Nucleo della bobina mobile
2) Calamita permanente
3) Profilo di concentrazione
4) Scala
5) Specchio
6) Molla elicoidale
7) Nucleo mobile
8) Avvolgimento a riposo
9) Avvolgimento a pieno carico
10) Armatura dell'avvolgimento
11) Regolatore dello zero
12) Indicatore
13) Indicatore a riposo
14) Indicatore a pieno carico

L'uso più comune del galvanometro è come strumento di misura o come rilevatore di corrente continua.
Il dispositivo è costituito da una bobina mobile che può parzialmente ruotare all'interno di un campo magnetico, solidale con una lancetta indicatrice sovrapposta ad una scala graduata. Una molla tiene la bobina in posizione zero.
Quando una corrente fluisce nelle spire, il solenoide genera un campo magnetico, che opponendosi a quello esterno produce una forza che fa ruotare la bobina e quindi l'ago indicatore. La molla contrasta la rotazione, con il risultato che l'angolo di deviazione è proporzionale all'intensità della corrente.
In alcuni strumenti la funzione della molla è svolta da un pezzo di ferro su cui agisce il campo magnetico.
Nel sistema è inoltre presente un sistema di smorzamento delle oscillazioni meccaniche, in modo che l'indicatore si stabilizzi rapidamente sulla posizione finale.
La sensibilità dello strumento è indicativamente 100 µA a fondo scala, con una caduta di tensione ai suoi capi di 50 mV alla massima corrente. Applicando in parallelo allo strumento una resistenza di shunt, è possibile aumentare indefinitamente il fondo scala di misura dividendo la corrente.
Conoscendo con precisione la resistenza interna dello strumento è possibile usarlo come voltmetro, estendendone il campo di misura semplicemente mettendolo in serie ad una resistenza. La resistenza interna e quella in serie costituiscono un partitore di tensione, per cui il rapporto tra la tensione ai capi del galvanometro e la tensione ai capi del sistema equivale al rapporto tra la resistenza dello strumento e la resistenza totale.
Il galvanometro viene usato come rivelatore di corrente nel sistema di misura della tensione a potenziometro.
La scala di lettura dei galvanometri può soffrire dell'errore di parallasse nella lettura, dovuto al fatto che l'utente, osservando la lancetta da punti di vista diversi, vede questa proiettarsi su un punto diverso della scala.
Per prevenire questo problema, negli strumenti più precisi viene posto uno specchio lungo il percorso dell'indice che l'utente deve guardare da una posizione perfettamente verticale, tale per cui l'immagine riflessa dell'indice è nascosta dall'indice stesso.

### Galvanometro a specchio
Nei galvanometri ad altissima sensibilità la bobina mobile è sostenuta da un filo come in una bilancia di torsione ed è abbinata ad un piccolo specchio. Un fascio di luce viene così riflesso su uno schermo con un angolo dipendente dalla corrente. Aumentando la distanza dello schermo si possono apprezzare variazioni minime di segnale. Tale strumento è chiamato anche galvanometro a specchio; fu sviluppato nel 1826 dal fisico tedesco Johann Christian Poggendorff, e in seguito migliorato da William Thomson, che lo brevettò nel 1858, per l'applicazione nei ricevitori telegrafici posti all'estremità dei primi cavi sottomarini transatlantici.
Il raggio di luce può anche essere proiettato ad impressionare una pellicola fotografica in movimento, che registra così le variazioni del segnale. Il sistema è chiamato oscillografo.

## Registratori
Il galvanometro può essere usato per muovere un pennino scrivente su un nastro di carta scorrevole, realizzando un registratore analogico. Alcuni esempi sono il poligrafo, l'elettrocardiogramma, l'elettroencefalogramma, sismografi, ecc. In alcuni casi la potenza del galvanometro è tale da muovere i pennini inchiostrati (a contatto con la carta), con deflessioni a fondo scala di diversi centimetri; in altri casi (registratori Rustrak) l'impressione del segno sulla carta avviene per punti e la penna è premuta temporaneamente quando il galvanometro è fermo, in modo che la potenza necessaria sia molto limitata.
Un altro sistema di scrittura usa una punta riscaldata che lascia la traccia sulla carta termosensibile, senza toccarla.

## Servomeccanismi per laser

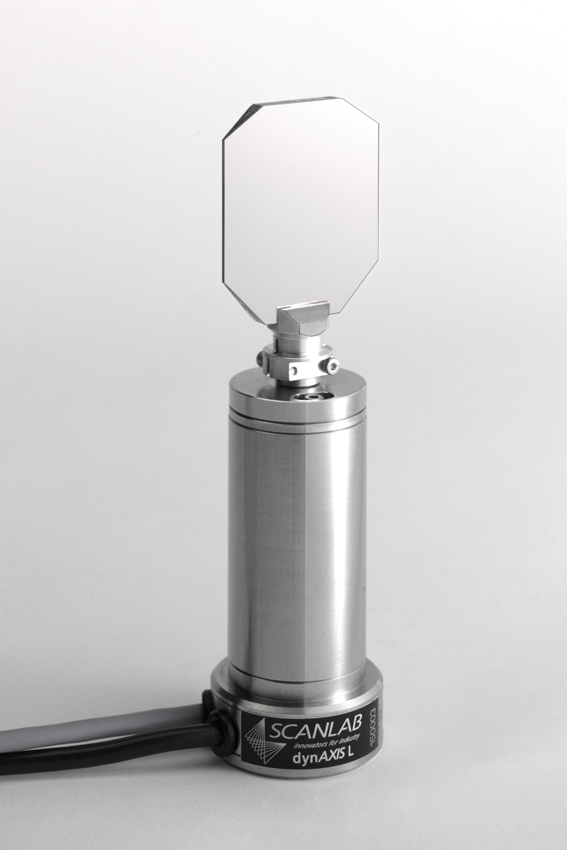
Galvanometro con specchio per sistemi laser.

Un galvanometro in grado di muovere uno specchio è usato nei sistemi laser con scanner per il puntamento del fascio.
Si tratta in genere di galvanometri di elevata potenza, facenti parte di un servosistema retroazionato, con risposta di frequenza che può arrivare ad 1 kHz.